# Distrito de Lesko
El distrito de Lesko (polaco: powiat leski) es un distrito de Polonia perteneciente al voivodato de Subcarpacia. Su capital es la ciudad de Lesko. En 2006 tenía una población de 26 613 habitantes. Está subdividido en cinco municipios, de los cuales uno es rural-urbano y los otros cuatro completamente rurales. El distrito es fronterizo con Eslovaquia y fue creado en 2002 al separarse la parte occidental del distrito de Bieszczady.

## Subdivisiones
Comprende los siguientes cinco municipios:
| Municipio              | Tipo         | Área (km²) | Población (2006) | Capital   |
| Municipio de Lesko     | urbano-rural | 111.6      | 11 603           | Lesko     |
| Municipio de Solina    | rural        | 184.3      | 5106             | Solina    |
| Municipio de Olszanica | rural        | 94.0       | 5059             | Olszanica |
| Municipio de Baligród  | rural        | 158.1      | 3176             | Baligród  |
| Municipio de Cisna     | rural        | 286.9      | 1669             | Cisna     |